# Mark David Chapman
Mark David Chapman, 10. maj 1955, ameriški atentator, ki je 8. decembra 1980 v New Yorku ustrelil Johna Lennona. 
8. decembra 1980 okoli 22.50 ure sta se Lennon in Yoko Ono vračala proti svojem stanovanju v newyorški zgradbi The Dakota. Isti večer je Lennon Chapmanu podpisal izvod albuma Double Fantasy. Pri vhodu je Chapman štirikrat ustrelil Lennona v hrbet. Slednjega so odpeljali na urgenco bližnje bolnišnice Roosevelt Hospital, kjer so ga ob prihodu ob 23.07 razglasili za mrtvega.  
Chapman je priznal krivdo za umor in bil obsojen na dosmrtno zaporno kazen brez možnosti pogojnega izpusta za obdobje dvajsetih let. Še vedno je zaprt, do sedaj je bila šestkrat zavrnjena njegova prošnja za pogojni izpust. 
1. ↑  SNAC — 2010.
2. ↑  Tikkanen A. Encyclopædia Britannica